# Angela Wicharz-Lindner
Angela Wicharz-Lindner (Pseudonym: Lea Rachwitz, * 24. April 1954 in Düsseldorf) ist eine deutsche Übersetzerin.

## Leben
Angela Wicharz-Lindner absolvierte ein Studium des Französischen und Italienischen am Institut für Übersetzen und Dolmetschen (IÜD) der Universität Heidelberg, das sie als Diplom-Übersetzerin abschloss. Von 1985 bis 2007 war sie für den Übersetzungsdienst des Europaparlaments in Luxemburg tätig. Sie lebt heute als freie Übersetzerin in Köln.
Angela Wicharz-Lindner übersetzt Belletristik und Sachbücher aus dem Französischen, Italienischen, Spanischen und Niederländischen ins Deutsche.
Sie ist Mitglied im Verband deutschsprachiger Übersetzer literarischer und wissenschaftlicher Werke, VdÜ.

## Übersetzungen
- Giancarlo Castelli: Robert Altman. Berlin 1980
- Vincenzo Cerami: Die wahre Geschichte der leidenschaftlichen Liebe von Tommaso und Bianca Maria, München 1990 (übersetzt unter dem Namen Lea Rachwitz)
- Yann Daniel: Das Nebelpferd, München 1980
- Oreste De Fornari: Sergio Leone. München 1984
- Kristien Hemmerechts: Strandgut, Hildesheim 1994 (übersetzt unter dem Namen Lea Rachwitz)
- Gaston Lenôtre: Das große Buch der Patisserie, Wien 1978 (übersetzt zusammen mit Bernd Neuner-Duttenhofer)
- Gaston Lenôtre: Konfekt, Leipzig 2002
- Amedeo Letizia: Sag nie, woher du kommst, München 2014 (übersetzt unter dem Namen Lea Rachwitz)
- Paolo Levi: Bestechungsversuch, München 1990 (übersetzt unter dem Namen Lea Rachwitz)
- Jan van Mersbergen: Morgen sind wir in Pamplona, München 2009
- Jan van Mersbergen: Wie es begann, München 2010
- Roland Michaud: Der Orient im Spiegel, Köln 1981
- Jean-Louis Nou: Indische Feste, Köln 1982
- Martí Perarnau: Herr Guardiola, München 2014 (übersetzt unter dem Namen Lea Rachwitz, zusammen mit Hans-Joachim Hartstein)
- Maurice Pons: Patinir oder Die Harmonie der Welt, Köln 1981
- Yves Ravey: Bruderliebe, München 2012
- Yves Ravey: Ein Freund des Hauses, München 2014
- Sanford Roth: James Dean, München 1984
- Pierre Souvestre: Fantômas, Bern (übersetzt unter dem Namen Lea Rachwitz)
  - Ein Zug verschwindet, 2011
- Sergio Toffetti: Stanley Kubrick, Berlin 1979
- Paul Verhaeghe: Und ich?, München 2013 (übersetzt zusammen mit Birgit Erdmann)